# Імменштедт (Дітмаршен)
Імменштедт (нім. Immenstedt) — громада в Німеччині, розташована в землі Шлезвіг-Гольштейн. Входить до складу району Дітмаршен. Складова частина об'єднання громад Міттельдітмаршен.
Площа — 3,09 км2. Населення становить 99 ос. (станом на 31 грудня 2020).